# Saint-Vaast-Dieppedalle
Saint-Vaast-Dieppedalle ist eine französische Gemeinde im Département Seine-Maritime in der Region Normandie. Sie hat 377 Einwohner (Stand: 1. Januar 2022) und gehört zum Kanton Saint-Valery-en-Caux (bis 2015: Kanton Ourville-en-Caux) und zum Arrondissement Dieppe. Die Einwohner werden Saint-Vaastais genannt.

## Geografie
Saint-Vaast-Dieppedalle liegt etwa 45 Kilometer nordöstlich von Le Havre und etwa 15 Kilometer südlich der Alabasterküste. Umgeben wird Saint-Vaast-Dieppedalle von den Nachbargemeinden Sasseville im Norden und Nordwesten, Drosay im Nordosten, Hautot-l’Auvray im Osten, Doudeville im Südosten, Routes im Süden und Südosten, Veauville-lès-Quelles im Süden sowie Bosville im Westen.

## Bevölkerungsentwicklung
| Jahr                       | 1962 | 1968 | 1975 | 1982 | 1990 | 1999 | 2006 | 2013 |
| Einwohner                  | 451  | 395  | 335  | 332  | 336  | 323  | 337  | 355  |
| Quellen: Cassini und INSEE |      |      |      |      |      |      |      |      |

## Sehenswürdigkeiten
- Kirche Saint-Vaast aus dem 16. Jahrhundert

## Persönlichkeiten
- Fauve Hautot (* 1986), Sängerin, Tänzerin und Choreographin, hier aufgewachsen